# Мохамед Сами
Мохамед Сами ел Сајед (арап. محمد سامى السيد; Александрија, 17. март 1997) египатски је пливач чија специјалност су трке леђним стилом. 

## Спортска каријера
На свом дебију на међународној сцени, на Светском јуниорском првенству у Сингапуру 2015, Сами је постигао и први велики успех у каријери пошто је освојио бронзану медаљу у трци на 50 метара леђним стилом. Две године касније по први пут је учествовао и на светском првенству у великим базенима, а највећи успех у дотадашњој каријери на светским првенствима остварио је у Квангџуу 2019. где је успео да се пласира у полуфинале трке на 50 леђно (укупно 16. место). 
Прве медаље у сениорској каријери освојио је на Афричким играма 2019. у Казабланки где је освојио злато ис ребро у тркама на 50 и 100 леђно.  